# Walace Caldas
Walace Caldas (* 15. August 1998) ist ein brasilianischer Leichtathlet, der sich auf den Hindernislauf spezialisiert hat.

## Sportliche Laufbahn
Erste internationale Erfahrungen sammelte Walace Caldas im Jahr 2017, als er bei den U20-Südamerikameisterschaften in Leonora in 9:26,40 min die Goldmedaille über 3000 m Hindernis gewann. Anschließend belegte er bei den U20-Panamerikameisterschaften in Trujillo in 3:52,41 min den siebten Platz im 1500-Meter-Lauf und gelangte mit 9:07,46 min auf den vierten Platz im Hindernislauf. 2023 belegte er bei den Ibero-Amerikanischen Meisterschaften in Cuiabá in 8:57,48 min den elften Platz über 3000 m Hindernis. 2025 gewann er bei den Südamerikameisterschaften in Mar del Plata in 8:46,17 min die Bronzemedaille hinter dem Kolumbianer Carlos San Martín und Didier Rodríguez aus Panama.

## Persönliche Bestleistungen
- 1500 Meter: 3:46,81 min, 8. April 2018 in São Bernardo do Campo
- 3000 m Hindernis: 8:39,21 min, 30. März 2025 in Bragança Paulista